# Usine de colles (Liverdun)
L'usine de colles de Liverdun est une ancienne usine de colles située à Liverdun dans le département de Meurthe-et-Moselle.

## Situation
L'édifice se situe no 1 avenue Eugène-Lerebourg.

## Histoire
L'entreprise France Lanord et Bichaton a construit cette usine de colles en 1908 pour la société La Glutennerie française. Eugène Lerebourg l'acquit en 1919 et la transforma en conserverie de fruits, confiserie et usine de confitures. 
Le groupe anglais Hillsdowm y assure l'élaboration de confiture en petits pots pour collectivités depuis 1994.

## Description
L’architecte Georges Clément et l'entreprise France-Lanord et Bichaton ont édifié l'atelier de fabrication supplémentaire et l'entrepôt industriel en 1941 et 1942.